# 臺灣智慧營運塔
臺灣智慧營運塔為臺灣臺中市政府計劃興建的數位中心。計畫基地設置於台中水湳經貿生態園區中的中央公園，面積4.4公頃，樓高262公尺；未來為水湳智慧園區的管理中樞，計畫內有數位文化中心、產業4.0發展中心、水湳IOC與EMC、智慧訊息中心、景觀平台與空中花園。從最早臺灣塔時期算起，已投入的經費約5億2000萬元，2024年初臺中市政府又再次研議更動預定地、變更地目。

## 歷史

### 胡志強市長時期

臺灣塔設計概念國際競圖 第一階段首獎（最後興建作品為第二階段首獎）

- 2007年，臺中市政府提出「臺灣塔」案。水湳機場土地移交國有財產局管理，部分交由臺中市政府代管。臺中市政府開始著手變更都市計畫主要計畫。
- 2008年，臺中市政府將臺灣塔放入「臺中水湳経貿生態園區」規劃。
- 2010年8月，舉行臺灣塔國際概念競圖說明會，建塔基地位於臺中水湳經貿生態園區內。
- 2011年9月2日，公佈第一階段競圖結果，由羅馬尼亞籍建築師Stefan Dorin的「漂浮的眺望」獲得首獎。11月11日，第二階段競圖（要以「漂浮的眺望」為設計概念設計出可行的建築設計，台灣塔設計為塔式建築，內部包含城市願景館和臺中市政府都市發展局辦公空間，樓高318公尺，主要的功能有觀景臺、餐廳、環境品質監站、廣電或數位訊號發射；經費來自水湳機場用地徵收捷運基金[4]。）結果，由日本籍建築師藤本壯介得首獎，壯介打破塔型建築傳統，用鋼骨構成穿透性空間，在頂層打造「漂浮在高空中的臺灣花園」，此建築遠望像個方形鋼骨結構物，內部保留大量自然空間，三百公尺高空廣植榕樹，還有臺灣造型的空中步道；晚間搭配LED燈光，營造出天燈的氛圍。他說，靈感來自臺灣榕樹與福爾摩沙，創造出榕樹底下的樹蔭與休閒空間，以及漂浮在高空中的臺灣花園。[5]預計耗資80億打造面積約44公頃、樓高318公尺的塔形建築[6]。
- 2014年12月8日，規劃單位提送第四次期中報告，委託規劃設計費有8億4200萬元，超過法定10%上限，概估工程發包預算約134.3億元，使得總工程經費高達150.8億元[7]。
- 2014年12月22日，專案管理公司已審退150億元預算案。並請建築師說明鋼構單價、數量是否合理。都發局長王俊傑說，他知道預算審退，但未看到後續的報價數字，報告未再送到市府，市府依據的是建築師去年12月8日發出的正式公文。

### 林佳龍市長時期
- 2015年1月19日，新任台中市長林佳龍認為臺灣塔預算倍增不符合台中市議會決議，故停止其後續工程。[8]由「臺中智慧營運中心」作為替代方案，設計案未來將重新設計案招標。[9]
- 2015年4月2日，台灣塔150億預算已審退,如鋼構工程報價偏高,預算超出上限放任不理等 疑都發局隱匿實情,宗建築師在去年12月25日修正數字，以電子郵件通知市府，並非是正式文件，無法據此審查。李中不滿說，既然去年12月22日已審退，都發局為何還拿12月8日150億元的「錯誤資料」給市長召開記者會，淪為「一塔變兩塔」栽贓前市府團隊[10]"台灣塔細部設計報告已經完成，預算符合80億元的要求，只是市府決定停建，報告送不出來",費宗澄表示[11]。
- 2015年臺中市都市發展局決定將臺中智慧營運中心作為臺灣塔的替代方案，設計案重新設計案招標。
- 2017年6月，臺中智慧營運中心設計監造案重新招標（標案總經費67億，建築高度200公尺以上），招標規定臺灣建築師不得單獨招標，需與外國建築師合作，此項規定引發爭議。7月10日，臺中市政府都市發展局將招標規定改為台灣建築師可單獨投標，建議與外國建築師合作，並納入評分標準。[12]
- 2017年10月24日，臺中市經發局長於市議會表示，臺灣塔是經過專家和規劃設計公司討論，認為無法完成，才宣布停建；但台中市議員李中質疑，台灣塔在前市長胡志強任內，設計公司已針對鋼構計算過高重新評估計算，送交給管理公司，不過林佳龍市府並未採用，沿用錯誤估計數字，導致停建解約。對於設計公司新提出修正案沒有採納，解約必需付出新臺幣三億五千萬的建築設計費以及專案管理費，浪費公帑，臺中市政府表示全案已經送交仲裁。 [13]
- 2017年11月16日，臺中市智慧營運中心設計競圖公布，由劉培森建築師事務所獲選；劉培森與曾獲普立茲克獎的法國建築師波宗巴克合作，樓高262公尺，預計在2022年底完工，將成為台中最高地標。[14]

### 盧秀燕市長時期
- 2019年10月，新市府團隊盧秀燕以融合前兩任市府建設為由將名稱更為「臺灣智慧營運塔」。[15]
- 2024年初，臺中市政府2月1日進行「水湳經貿園區」通盤檢討（草案）說明會，市政府計畫將智慧塔更改預定地至經貿路以及大鵬路口，目前由臺中市政府經濟發展局辦理地目從「第二種創新研發專用區」變更為「第三種創新研發專用區」（面積約3.18公頃，建蔽率維持不變、容積率則由200%調整至630%）。[16]

## 目前空間規劃
- 低樓層：數位文化中心、文創商品、展示空間
- 中樓層：產業4.0發展中心
- 高樓層：水湳IOC與EMC、智慧訊息中心、景觀平台與空中花園

## 外部連結
- 臺中市都市發展局-智慧營運中心 （页面存档备份，存于）